# The Seventh Day (1909)
The Seventh Day is een Amerikaanse stomme en korte film uit 1909 onder regie van D.W. Griffith.

## Verhaal
Een moeder scheidt van haar man en wil voogdij over de kinderen. Ze heeft echter heel haar leven haar kinderen verwaarloosd en moet nu binnen een week aan de rechter bewijzen dat ze daadwerkelijk van haar kinderen houdt.

## Rolverdeling
| Acteur             | Personage                 |
| ------------------ | ------------------------- |
| James Kirkwood     | Meneer Herne              |
| Rose King          | Mevrouw Herne             |
| Gladys Egan        | Een van de Herne Kinderen |
| John Tansey        | Een van de Herne Kinderen |
| Mary Pickford      | De Werkster               |
| Frank Powell       | Advocaat                  |
| Charles Avery      | Verkoper                  |
| Arthur V. Johnson  | Gast op Feest             |
| Florence La Badie  | -                         |
| Jeanie Macpherson  | -                         |
| Owen Moore         | Bezoeker / Gast op Feest  |
| George Nichols     | -                         |
| Anthony O'Sullivan | Butler                    |
| Mack Sennett       | Verkoper                  |